# Скоттіш-Бордерс
Скоттіш-Бордерс (англ. Scottish Borders, шотл. гел. Crìochan na h-Alba; дослівний переклад — Шотла́ндські кордо́ни) — область у складі Шотландії. Розташована на південному сході країни. Адміністративний центр — Ньютаун-Сент-Босвеллс.

## Населення
Станом на 2019 рік, населення Скоттіш-Бордерс налічувало 115 270 осіб.
| 2001      | 2004      | 2006      | 2008      | 2011      | 2010      | 2012      | 2017      | 2019      |
| --------- | --------- | --------- | --------- | --------- | --------- | --------- | --------- | --------- |
| → 106 764 | ↗ 109 270 | ↗ 110 240 | ↗ 112 400 | ↗ 112 870 | ↗ 113 880 | ↘ 113 710 | ↗ 115 020 | ↗ 115 270 |

## Найбільші міста
Міста з населенням понад 5 тисяч осіб:
| № | Місто    | Населення, осіб (2006) |
| - | -------- | ---------------------- |
| 1 | Говік    | 14 120                 |
| 2 | Галашилс | 14 090                 |
| 3 | Піблес   | 8 120                  |
| 4 | Селкерк  | 5 610                  |
| 5 | Келсо    | 5 380                  |
| 6 | Джедборо | 3 910                  |

## Персоналії
- Александер Каннінґем — шотландський дипломат та шахіст.